# Championnats d'Europe de gymnastique acrobatique 2005
Navigation
Édition précédente Édition suivante
Les championnats d'Europe de gymnastique acrobatique 2005, vingt-deuxième édition des championnats d'Europe de gymnastique acrobatique, ont eu lieu en 2005 à Thessalonique, en Grèce.

## Podiums
| Épreuves                             | Or                                                                      | Argent                                                                 | Bronze                                                            |
| ------------------------------------ | ----------------------------------------------------------------------- | ---------------------------------------------------------------------- | ----------------------------------------------------------------- |
| Duos                                 |                                                                         |                                                                        |                                                                   |
| Duo masculin résultats détaillés     | Ukraine Serhiy Popov Mykola Shcherbak                                   | Russie Vyacheslav Spirin Stanislav Kotelnikov                          | Royaume-Uni Mark Fyson Christopher Jones                          |
| Duo féminin résultats détaillés      | Russie Zanna Shulaeva Anna Melnikova                                    | Pologne Anna Miadzielec Magda Wegrzynowicz                             | Royaume-Uni Yvonne Welsh Julie Cameron                            |
| Duo mixte résultats détaillés        | Russie Revaz Gurgenidze Anna Kathalova                                  | Pologne Beata Surmiak Łukasz Misztela                                  | Bulgarie Nedko Kostadinov Ivona Stefanova                         |
| Groupes                              |                                                                         |                                                                        |                                                                   |
| Quatuor masculin résultats détaillés | Russie Artem Trifonov Igor Zarydny Alexander Chemodanov Sergei Shetinin | Royaume-Uni Barrie Hindson Scott Patterson Stuart McKenzie David Scott | Bulgarie Yordan Markov Valeri Filipov Ivan Lazarov Sezgin Ahmedov |
| Trio féminin résultats détaillés     | Russie Tatiana Alexeeva Elena Kirilova Elena Moiseeva                   | Biélorussie Tatiana Motuz Maria Girut Galina Starevich                 | Ukraine Iryna Buga Yuliya Litvinchuk Yana Petrenko                |
| Nation résultats détaillés           | Russie                                                                  | Ukraine                                                                | Royaume-Uni                                                       |

## Tableau des médailles
| Rang  | Nation      | Or | Argent | Bronze | Total |
| ----- | ----------- | -- | ------ | ------ | ----- |
| 1     | Russie      | 5  | 1      | 0      | 6     |
| 2     | Ukraine     | 1  | 1      | 1      | 3     |
| 3     | Pologne     | 0  | 2      | 0      | 2     |
| 4     | Royaume-Uni | 0  | 1      | 3      | 4     |
| 5     | Biélorussie | 0  | 1      | 0      | 1     |
| 6     | Belgique    | 0  | 0      | 2      | 2     |
| Total | Total       | 6  | 6      | 6      | 18    |